# Miami Dolphins 2021
La stagione 2021 dei Miami Dolphins è stata la 56ª della franchigia, la 52ª nella National Football League e la terza e ultima con Brian Flores come capo-allenatore. Malgrado l'avere iniziato la stagione con un record di 1–7, Miami vinse le successive sette partite, diventando la prima squadra nella storia della NFL a vincere sette gare consecutive subito dopo averne perse sette consecutive. Quella striscia di sette vittorie consecutive fu la più lunga per i Dolphins dal 1985. Tuttavia la squadra non si qualificò per i playoff per il quinto anno consecutivo, portando al licenziamento di Flores a causa dei cattivi rapporti con i giocatori e la dirigenza.

## Scelte nel Draft 2021
| Scelte dei Dolphins nel Draft 2021 |        |                 |       |                |
| Giro                               | Scelta | Giocatore       | Ruolo | College        |
| 1                                  | 3      | Jaylen Waddle   | WR    | Alabama        |
| 1                                  | 18     | Jaelan Phillips | DE    | Miami          |
| 2                                  | 36     | Jevon Holland   | S     | Oregon         |
| 2                                  | 42     | Liam Eichenberg | OT    | Notre Dame     |
| 3                                  | 81     | Hunter Long     | TE    | Boston College |
| 7                                  | 231    | Larnel Coleman  | OT    | UMass          |
| 7                                  | 244    | Gerrid Doaks    | RB    | Cincinnati     |

## Staff
| Staff dei Miami Dolphins nel 2021 |
| --- |
| Organi dirigenziali - Chairman/Managing General Partner – Stephen Ross - Vice Chairman/Partner – Bruce Beal - Vice Chairman – Jorge Pérez - Vice Chairman – Matt Higgins - Vice Chairman, Presidente e CEO – Tom Garfinkel - General Manager – Chris Grier - Assistant General Manager – Marvin Allen - Vice Presidente, amministrazione football – Brandon Shore - Vice Presidente senior, Chief Financial Officer – Chris Clements - Dirigente del personale senior – Reggie McKenzie - Co-direttore del personale dei giocatori – Adam Engroff - Co-direttore del personale dei giocatori – Anthony Hunt - Consulente speciale – Dan Marino Capo allenatore - Capo-allenatore – Brian Flores Altri allenatori - Preparatore atletico – Dave Puloka - Assistente p.a. – Jim Arthur Allenatori dell'attacco - Coordinatore offensivo – Chan Gailey - Quarterback – Robby Brown - Running Back – Eric Studesville - Wide Receiver – Josh Grizzard - Tight End – George Godsey - Offensive Line – Steve Marshall - Assistente Offensive Line – Lemuel Jeanpierre - Controllo qualità – Kolby Smith Allenatori della difesa - Coordinatore difensivo – Josh Boyer - Defensive Line – Marion Hobby - Assistente Defensive Line – Rob Leonard - Linebacker – Anthony Campanile - Outside Linebacker – Austin Clark - Defensive Back – Gerald Alexander - Assistant Defensive Back – Curt Kuntz - Controllo qualità – Mike Judge Allenatori dello special team - Coordinatore Special Team – Danny Crossman - Assistente Special Team – Brendan Farrell |

## Roster
| Roster dei Miami Dolphins nel 2021 |
| --- |
| Quarterback - 14 Jacoby Brissett - 1 Tua Tagovailoa Running Back - 26 Salvon Ahmed - 34 Malcolm Brown - 37 Myles Gaskin Wide Receiver - 19 Jakeem Grant RS - 86 Mack Hollins - 11 DeVante Parker - 17 Jaylen Waddle - 18 Preston Williams - 2 Albert Wilson Tight End - 82 Cethan Carter TE/FB - 88 Mike Gesicki - 84 Hunter Long - 80 Adam Shaheen - 81 Durham Smythe Offensive Linemen - 77 Jesse Davis T - 63 Michael Deiter C - 74 Liam Eichenberg T - 68 Robert Hunt G - 73 Austin Jackson T - 65 Robert Jones G - 66 Solomon Kindley G - 75 Greg Little T - 67 Greg Mancz C Defensive Linemen - 70 Adam Butler DE - 98 Raekwon Davis NT - 90 John Jenkins NT - 91 Emmanuel Ogbah DE - 92 Zach Sieler DE - 94 Christian Wilkins DE Linebacker - 55 Jerome Baker ILB - 49 Samuel Eguavoen ILB - 15 Jaelan Phillips OLB - 45 Duke Riley ILB - 52 Elandon Roberts ILB - 57 Brennan Scarlett OLB - 43 Andrew Van Ginkel OLB Defensive Back - 27 Justin Coleman CB - 42 Clayton Fejedelem SS - 22 Jevon Holland FS - 25 Xavien Howard CB - 9 Noah Igbinoghene CB - 29 Brandon Jones SS - 24 Byron Jones CB - 30 Jason McCourty FS - 40 Nik Needham CB - 33 Jamal Perry CB - 21 Eric Rowe SS - 51 Trill Williams CB Special Team - 44 Blake Ferguson LS - 5 Michael Palardy P - 7 Jason Sanders K Lista delle riserve - 47 Vince Biegel OLB (IR) - 6 Lynn Bowden WR (IR) - 79 Larnel Coleman T (IR) - 3 Will Fuller Susp. - 8 Allen Hurns WR (IR) Squadra di allenamento - -- Javaris Davis CB - -- Gerrid Doaks RB - -- Shaquem Griffin OLB - -- Patrick Laird RB - -- Kirk Merritt WR - -- Calvin Munson ILB - -- Durval Queiroz Neto G - -- Adam Pankey T - -- Jordan Scarlett RB - -- Jabaal Sheard OLB - -- Reid Sinnett QB 53 attivi, 5 inattivi, 11 nella squadra di allenamento |
| Legenda - I rookie sono in corsivo. - Il primo ruolo è il principale mentre gli eventuali successivi indicano i ruoli secondari. - (IR) sta per Injured Reserve ed indica la lista ristretta per un solo giocatore infortunato che può tornare ad allenarsi dopo la settimana 6 e a rientrare in prima squadra dopo che questa ha giocato 8 partite. - (NF-Inj.) / (NF-Ill.) stanno rispettivamente per Non-Football Injured e Non-Football Illness ed indicano le liste dove viene inserito un giocatore che ha un infortunio o una malattia non dipendente dal football americano. - (PUP) sta per Physically Unable to Perform ed indica la lista dove viene inserito un giocatore mentre è in attesa di recuperare la condizione fisica. Nella stagione regolare dopo la sesta partita giocata dalla propria squadra, il giocatore ha tempo tre settimane per riprendere ad allenarsi, più tre settimane aggiuntive dal suo rientro agli allenamenti per rientrare in prima squadra. |

## Calendario
| Stagione regolare |                    |                         |                    |                    |                           |                    |
| Turno             | Data               | Avversario              | Risultato          | Record             | Stadio                    | Sintesi            |
| 1                 | 12 settembre       | at New England Patriots | V 17–16            | 1–0                | Gillette Stadium          | Recap              |
| 2                 | 19 settembre       | Buffalo Bills           | S 0–35             | 1–1                | Hard Rock Stadium         | Recap              |
| 3                 | 26 settembre       | at Las Vegas Raiders    | S 28–31 (dts)      | 1–2                | Allegiant Stadium         | Recap              |
| 4                 | 3 ottobre          | Indianapolis Colts      | S 17–27            | 1–3                | Hard Rock Stadium         | Recap              |
| 5                 | 10 ottobre         | at Tampa Bay Buccaneers | S 17–45            | 1–4                | Raymond James Stadium     | Recap              |
| 6                 | 17 ottobre         | at Jacksonville Jaguars | S 20–23            | 1–5                | Tottenham Hotspur Stadium | Recap              |
| 7                 | 24 ottobre         | Atlanta Falcons         | S 28–30            | 1–6                | Hard Rock Stadium         | Recap              |
| 8                 | 31 ottobre         | at Buffalo Bills        | S 11–26            | 1–7                | Highmark Stadium          | Recap              |
| 9                 | 7 novembre         | Houston Texans          | V 17–9             | 2–7                | Hard Rock Stadium         | Recap              |
| 10                | 11 novembre        | Baltimore Ravens        | V 22–10            | 3–7                | Hard Rock Stadium         | Recap              |
| 11                | 21 novembre        | at New York Jets        | V 24–17            | 4–7                | MetLife Stadium           | Recap              |
| 12                | 28 novembre        | Carolina Panthers       | V 33–10            | 5–7                | Hard Rock Stadium         | Recap              |
| 13                | 5 dicembre         | New York Giants         | V 20–9             | 6–7                | Hard Rock Stadium         | Recap              |
| 14                | Settimana di pausa | Settimana di pausa      | Settimana di pausa | Settimana di pausa | Settimana di pausa        | Settimana di pausa |
| 15                | 19 dicembre        | New York Jets           | V 31–24            | 7–7                | Hard Rock Stadium         | Recap              |
| 16                | 27 dicembre        | at New Orleans Saints   | V 20–3             | 8–7                | Caesars Superdome         | Recap              |
| 17                | 2 gennaio          | at Tennessee Titans     | S 3–34             | 8–8                | Nissan Stadium            | Recap              |
| 18                | 9 gennaio          | New England Patriots    | V 33–24            | 9–8                | Hard Rock Stadium         | Recap              |

Note: gli avversari della propria division sono in grassetto.

## Premi

### Premi settimanali e mensili
- Xavien Howard

difensore della AFC della settimana 10
- Michael Palardy

giocatore degli special team della AFC della settimana 13
- Jerome Baker

difensore della AFC del mese di dicembre